# Agrupación Deportiva Teldeportivo
La Agrupación Deportiva Teldeportivo, más conocido como Teldeportivo, es una entidad deportiva dedicada a la práctica del fútbol sala femenino, fundada en el año 1995 en Gran Canaria, España. Actualmente, su primer equipo milita en la Primera División.
Antes disputaba sus encuentros en el Polideportivo Municipal Paco Artiles de Telde.
Cuenta con un equipo filial que llegó a disputar partidos en la Segunda División.

## Historia
Se fundó en 1995, habiendo alcanzado como máximo logro el título de la Copa de la Reina.

## Palmarés

### Torneos nacionales
- Copa de la Reina (1): 2006
  - Subcampeonato de la Copa de la Reina (1): 2005
- Subcampeonato de la Supercopa (1): 2006-07
- Segunda División (7): 2008-09 (G°IV), 2015-16 (G°II), 2016-17 (G°II), 2018-19 (G°IV), 2019-20 (G°IV), 2021-22 (G°IV), 2023-24 (G°II)